# 브루스 스펜스
브루스 스펜스(Bruce Spence, 1945년 10월 17일 ~ )는 뉴질랜드의 배우이다.

## 출연 작품
- 매드맥스 2
- 매드맥스 3
- 반지의 제왕 삼부작
- 드라이 - 제리 해들러 역